# Taron-Sadirac-Viellenave
Taron-Sadirac-Viellenave är en kommun i departementet Pyrénées-Atlantiques i regionen Nouvelle-Aquitaine i sydvästra Frankrike. Kommunen ligger i kantonen Garlin som tillhör arrondissementet Pau. År 2022 hade Taron-Sadirac-Viellenave 171 invånare.

## Befolkningsutveckling
Antalet invånare i kommunen Taron-Sadirac-Viellenave
| Referens: INSEE |